# Volkswagen Golf 5
Volkswagen Golf V — п'яте покоління бестселера Volkswagen Golf. Восени 2003 року він замінив Golf 4. Восени 2008 року він був замінений на Golf 6.

## Опис

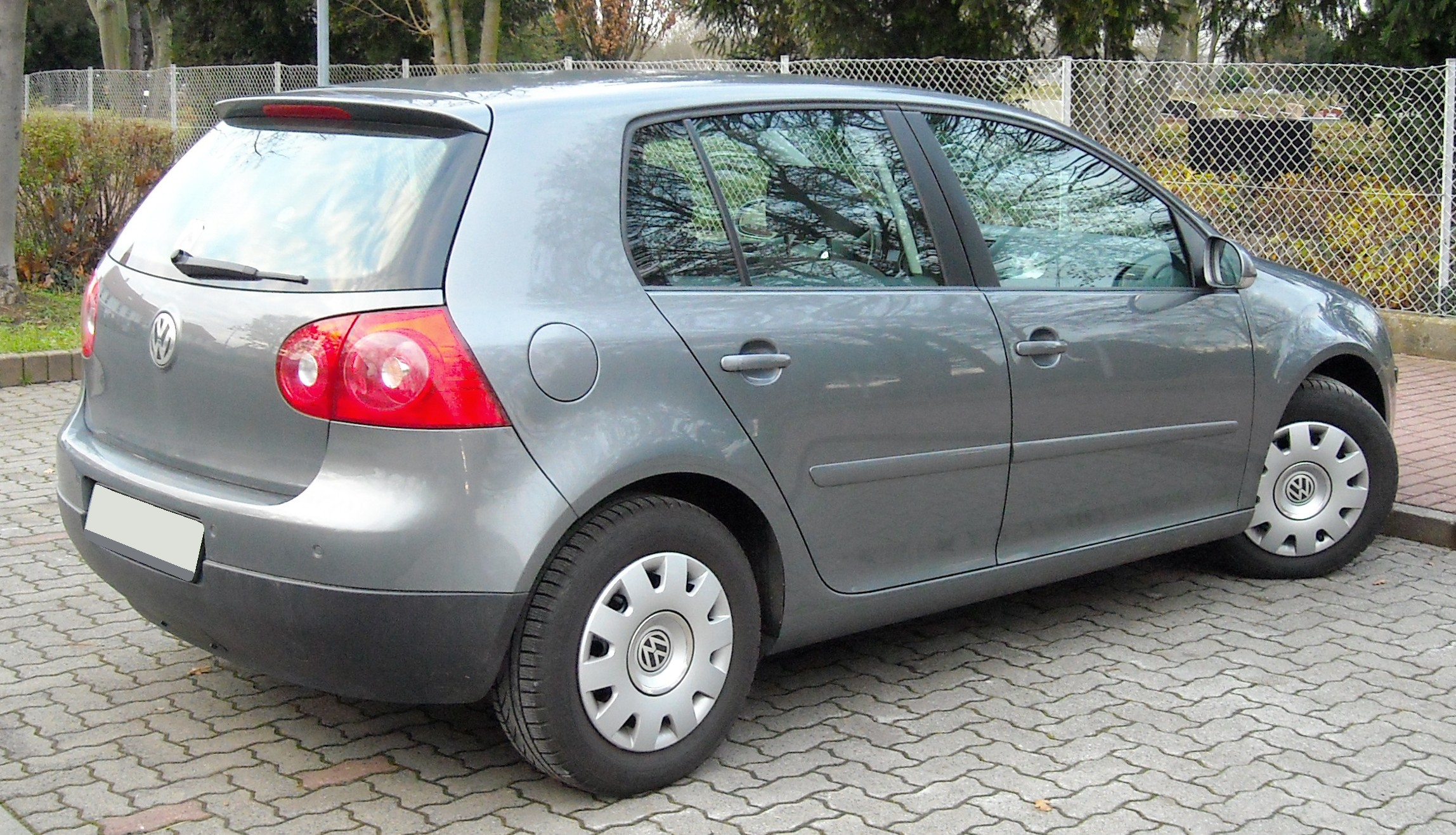
Volkswagen Golf 5 5дв.

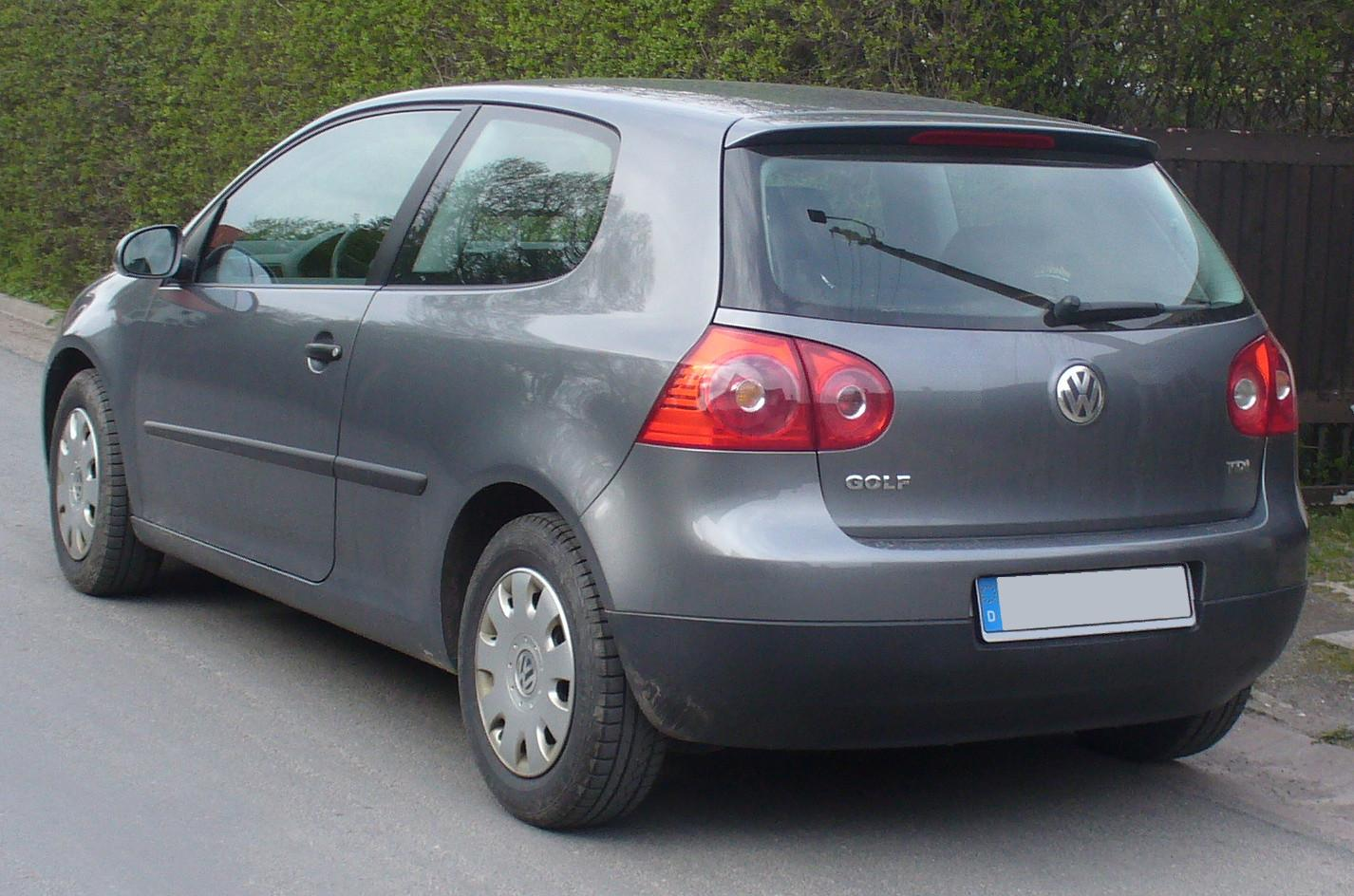
Volkswagen Golf 5 3дв.

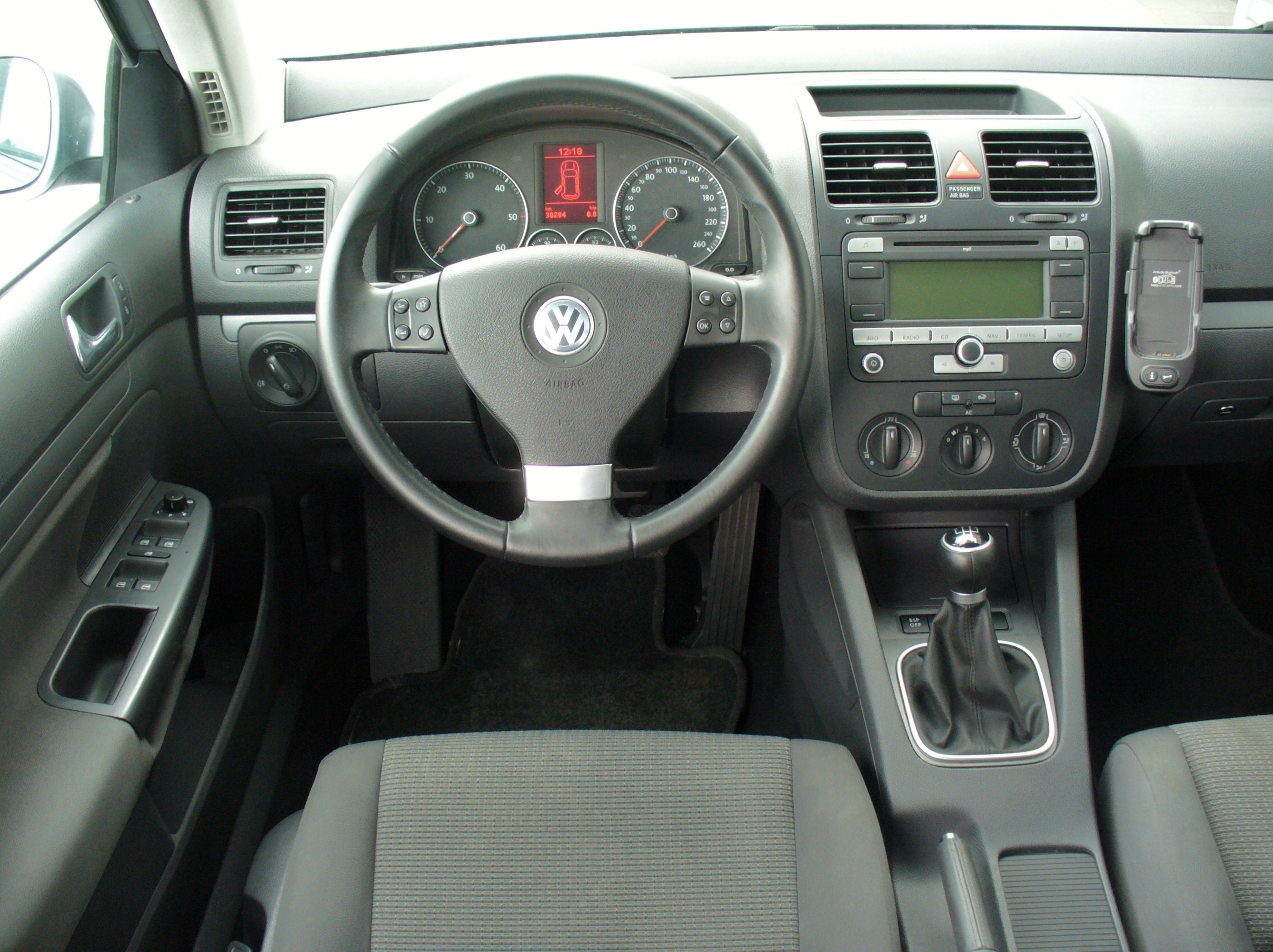
вигляд салону

Однією з головних прем'єр автосалону у Франкфурті 2003 року став новий Volkswagen Golf — п'ятий за рахунком. Побудований на платформі PQ35, яка вже лягла в основу Audi A3 II покоління і VW Touran. Ходова частина поєднує амортизаційні стійки McPherson на передній осі з незалежною чотирьохважільною задньою підвіскою. Автомобіль отримав новий кузов, жорсткість якого зросла на 80 %. 
Volkswagen Golf V покоління став довшим на 57 мм (4204 мм), ширшим на 24 мм (1759 мм) і вищим на 39 мм (1483 мм), колісна база становить 2578 мм. Першими надбавку простору відчують задні пасажири: місця для ніг додалося на 65 мм, а стеля піднялась на 24 мм. Об'єм багажника зріс до 347 л. 
Як і колись, на вибір при покупці стандартних Гольфів пропонували безліч варіантів силових агрегатів: шість бензинових моторів і три дизельних, потужністю від 75 до 250 к.с., які працювали в парі з п'яти-, шестиступеневою «механікою», або шестидіапазонним «автоматами», або «роботами» DSG. Ходову частину «п'ятого» Гольфа налаштовував інженер, який працював свого часу над їздовими характеристиками хетчбека Ford Focus. У гамі також були присутні машини з різними типами приводу — переднім або повним. 
Конструкція передніх сидінь повністю оновлена, вони забезпечують максимальний комфорт. Golf V — це перший автомобіль у своєму сегменті, в якому за бажанням пропонується сидіння з електрично регульованою опорою попереку, що працює в чотирьох режимах (інтегрована в сидінні), або з обігрівачем незалежної дії. На додаток до заднього сидіння серійно встановлюється спинка, яка складається по частинах в пропорції 60:40, в якості додаткового обладнання пропонується сидіння переднього пасажира зі складаною вперед спинкою, завдяки чому подовжується вантажна площа і можна перевозити предмети великої довжини.
Golf V пропонувався у 3-х версіях базового оснащення: Trendline, Comfortline і Sportline, що розрізняються деякими деталями обробки. Кожна з них вже включає 6 подушок безпеки, ABS з системою brake assist і ESP.
Всього по світу розійшлося 2,2—2,3 мільйона машин.

## Галерея модифікацій

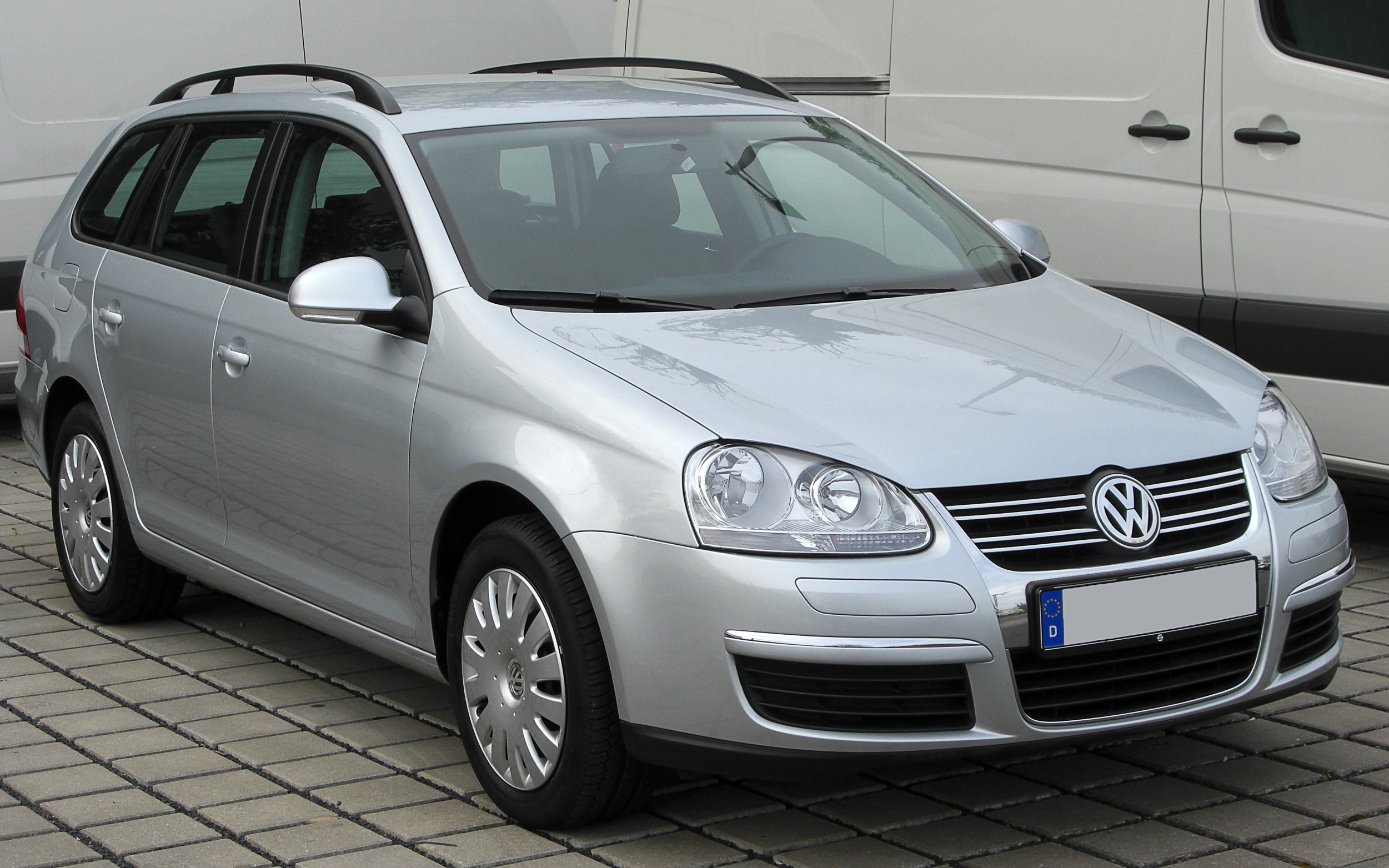
Volkswagen Golf 5 Variant
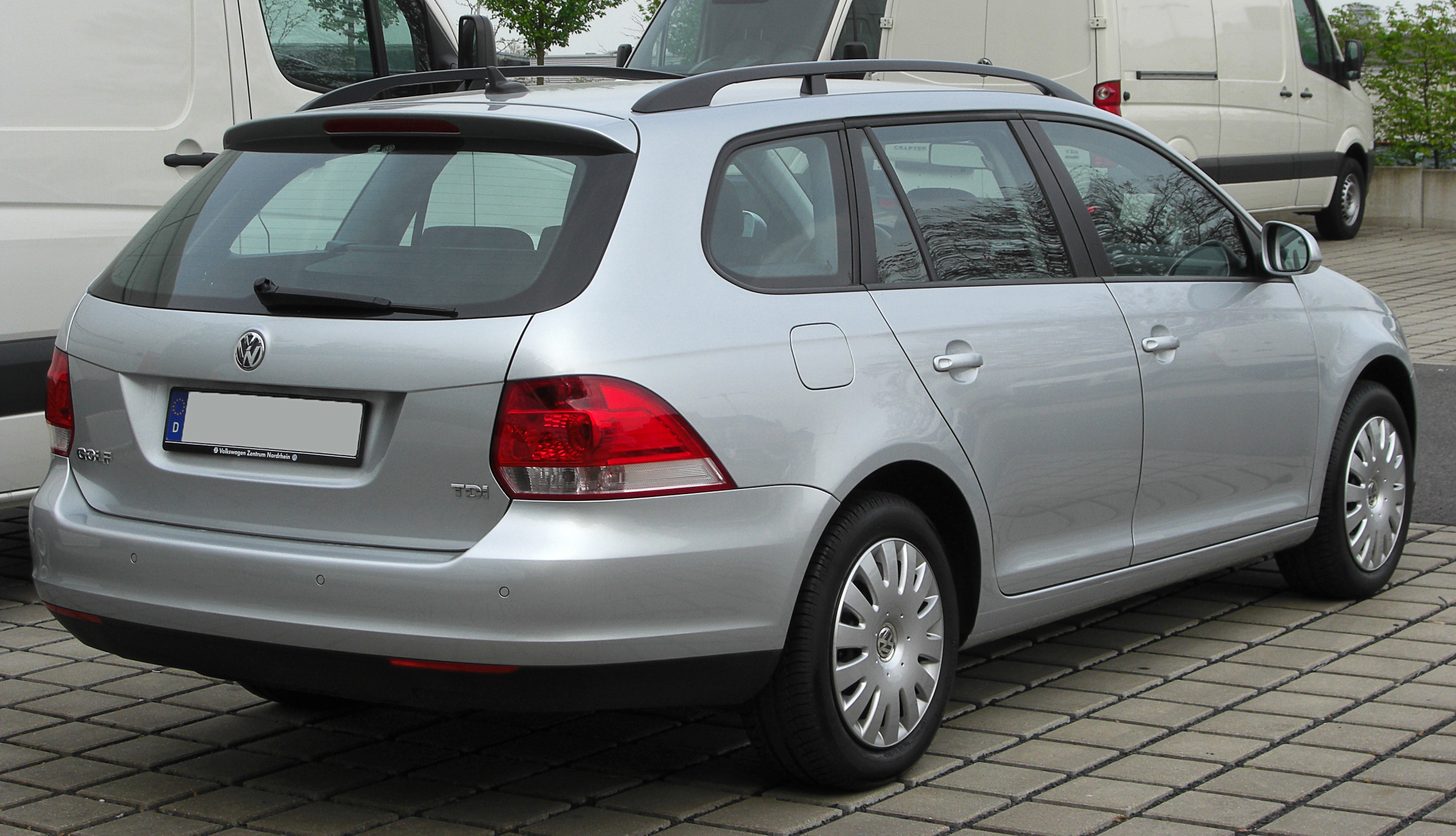
Volkswagen Golf 5 Variant
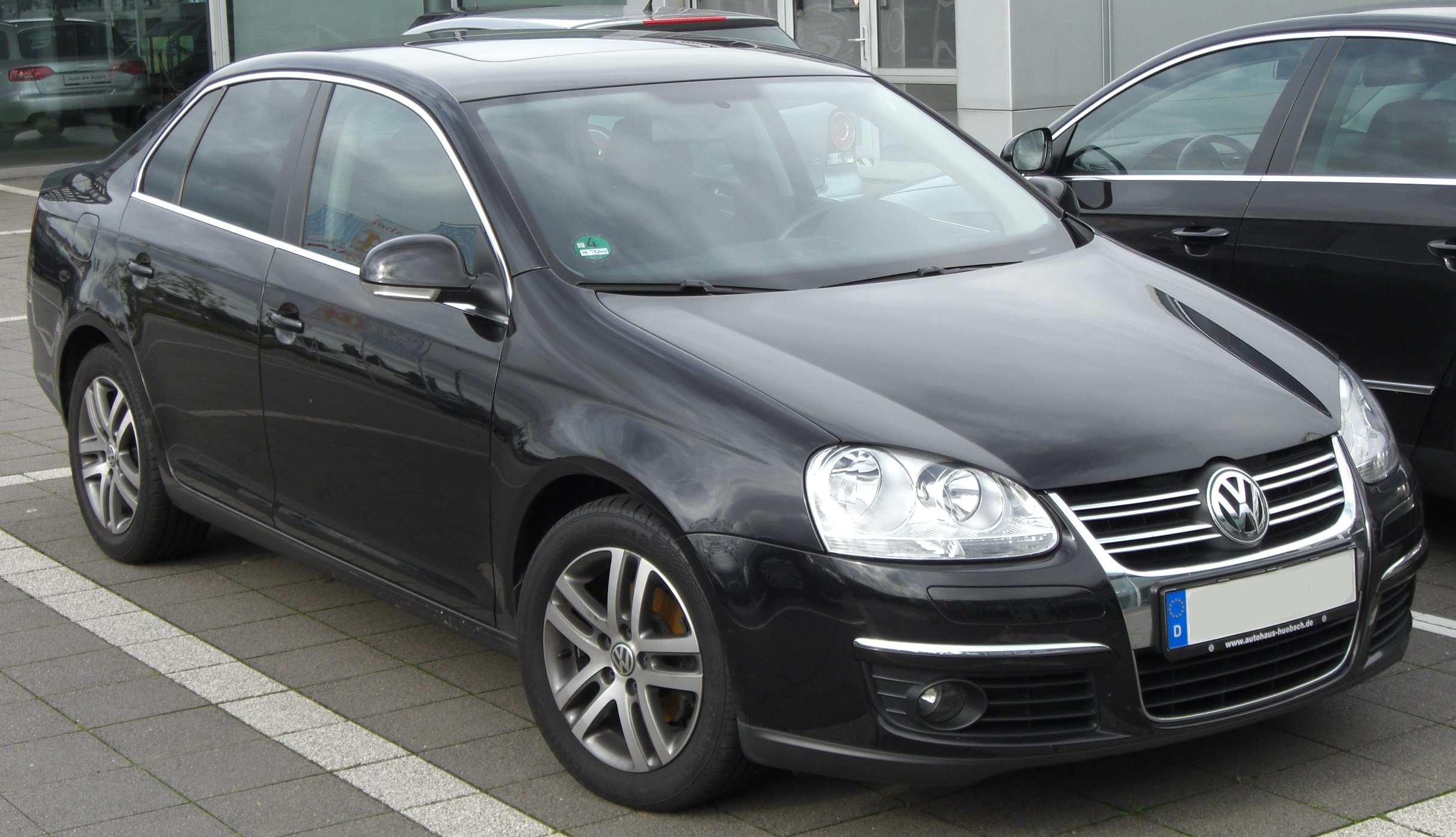
Volkswagen Jetta 5
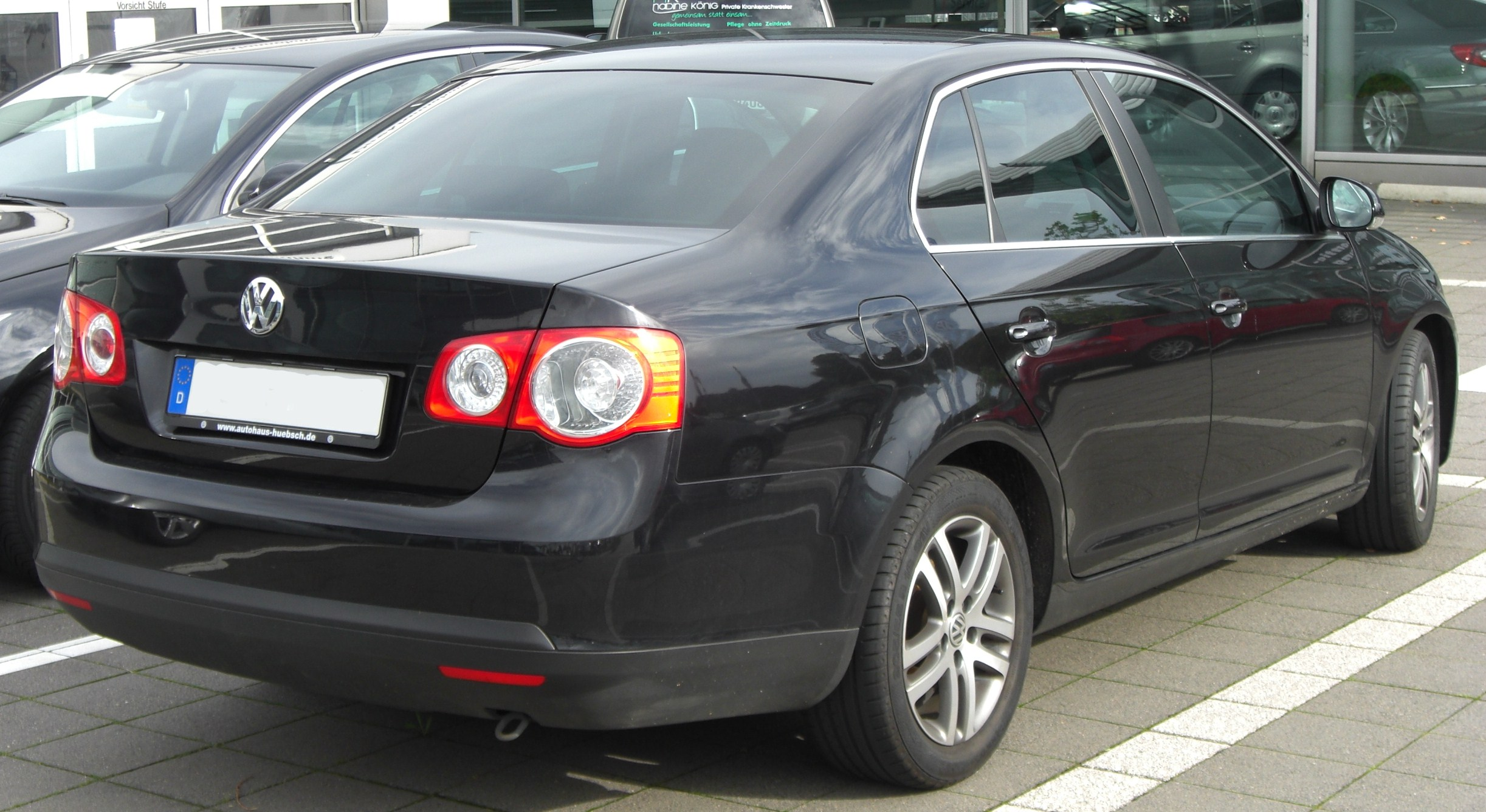
Volkswagen Jetta 5
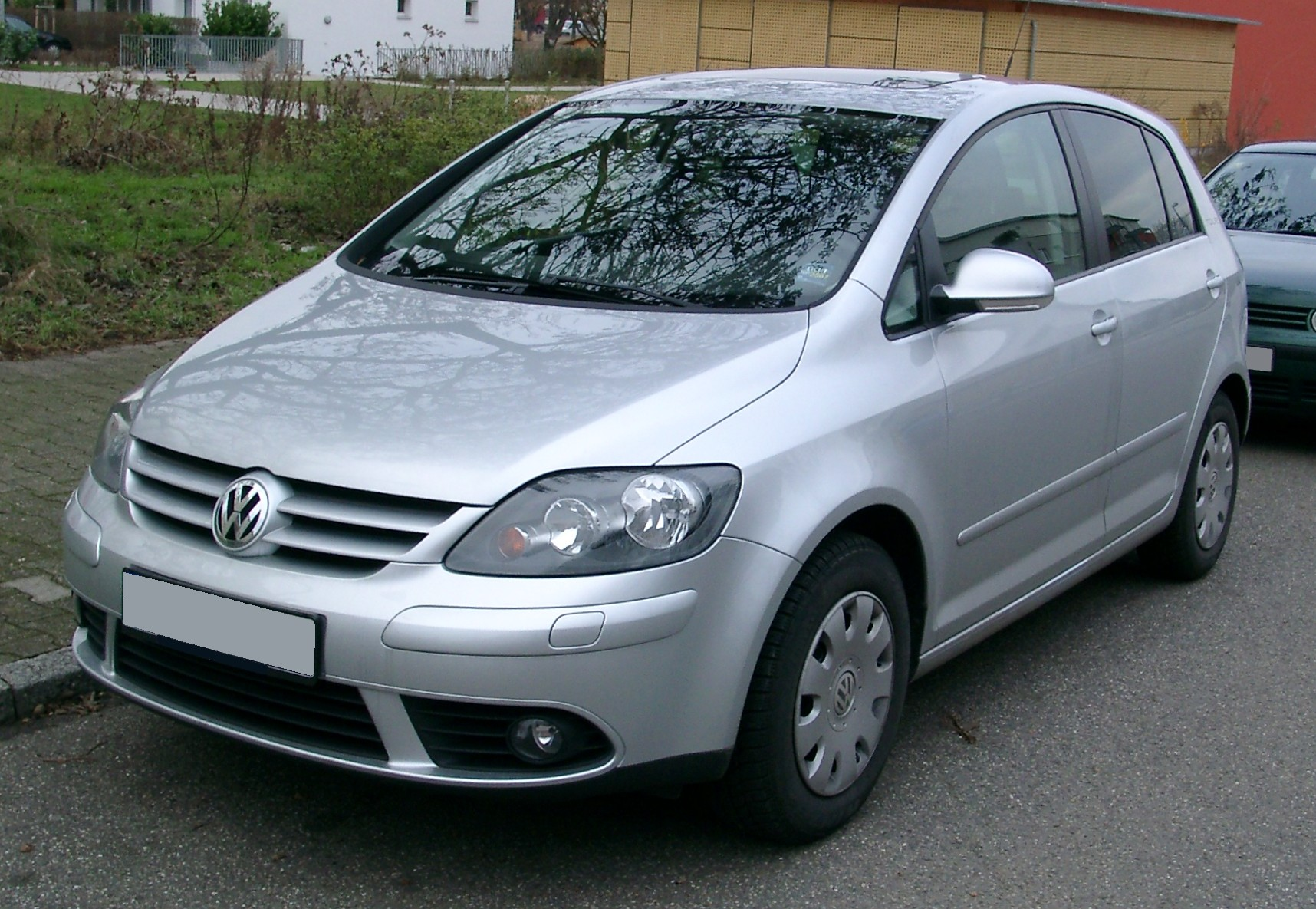
Volkswagen Golf Plus
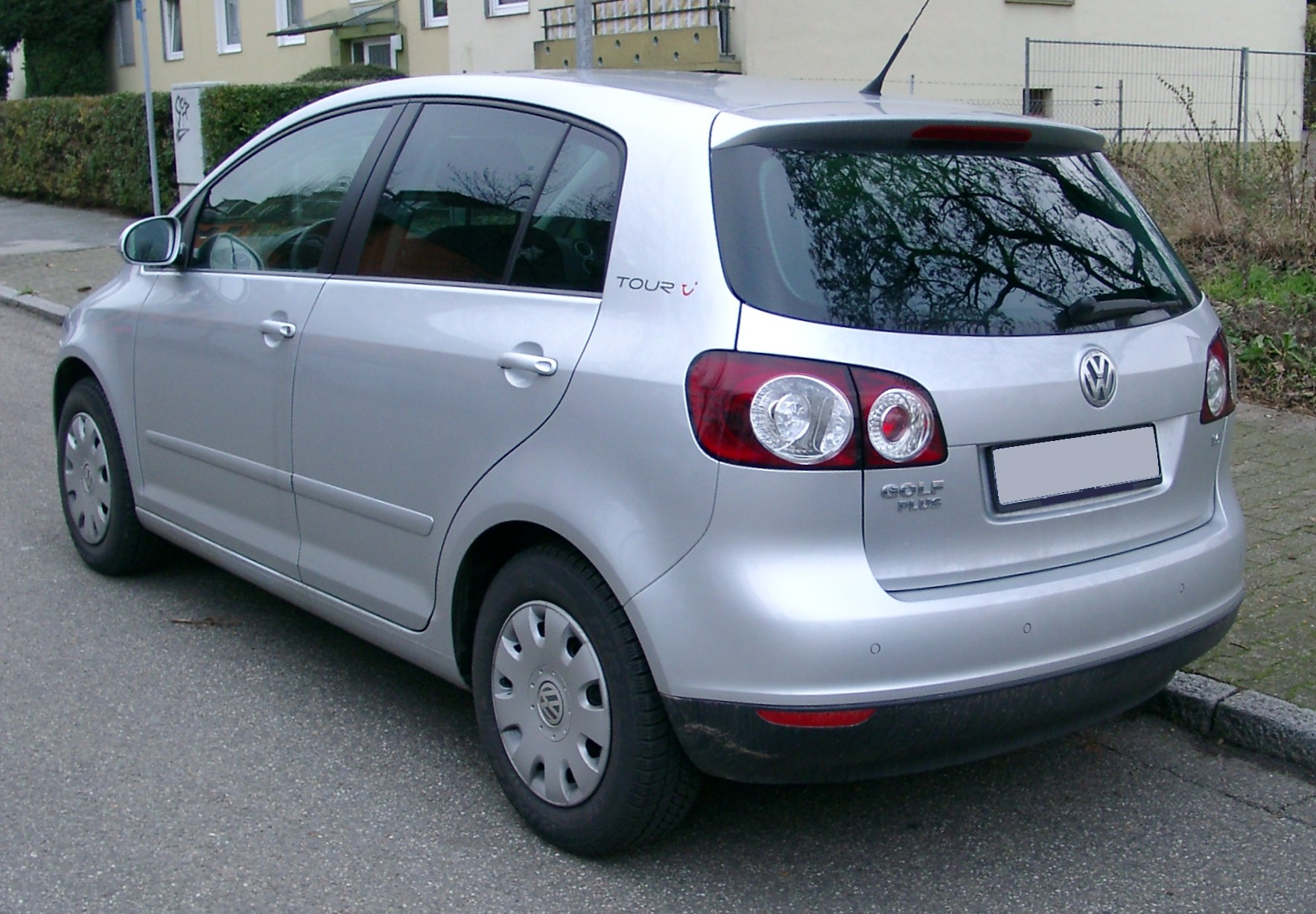
Volkswagen Golf Plus
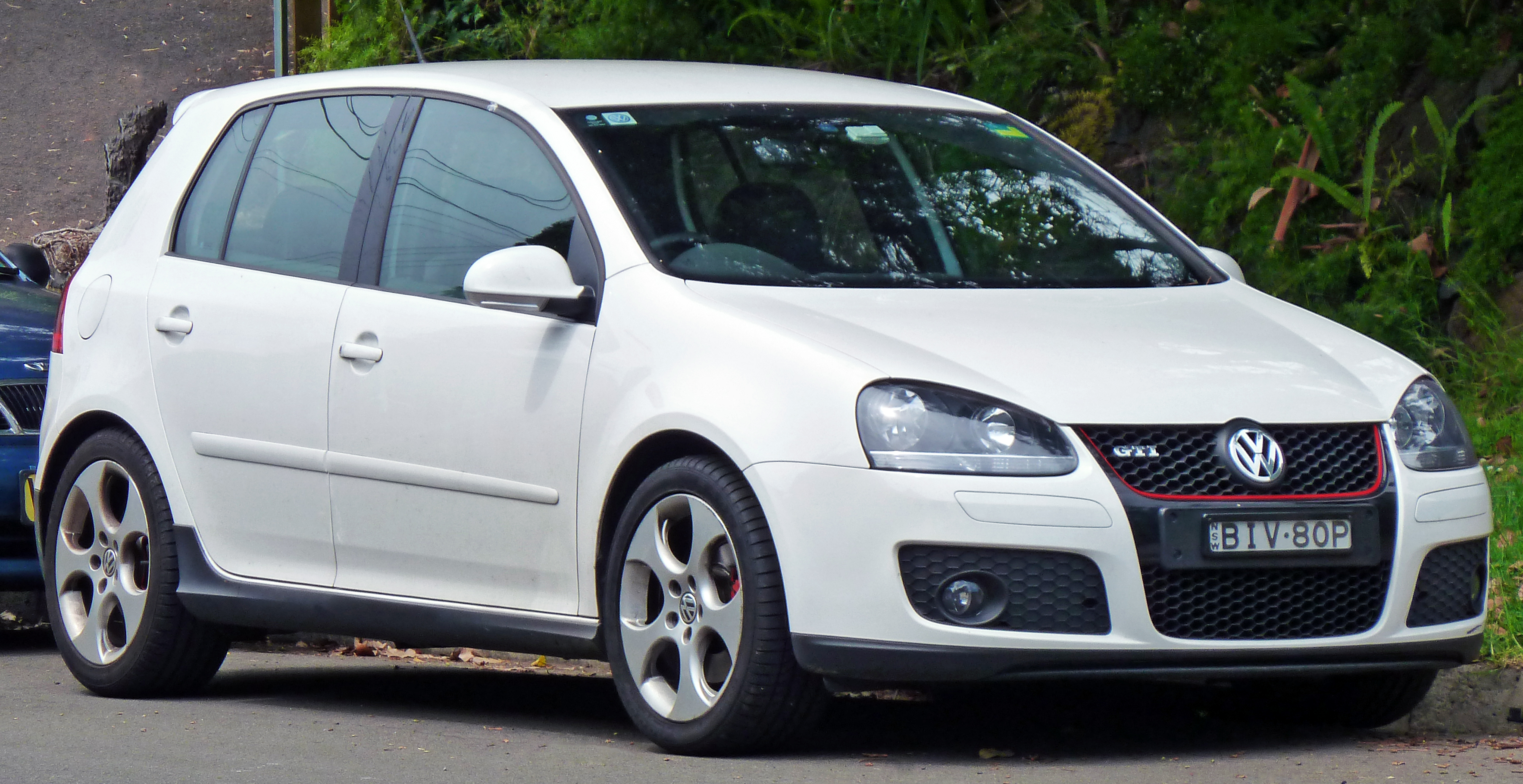
Volkswagen Golf 5 GTi
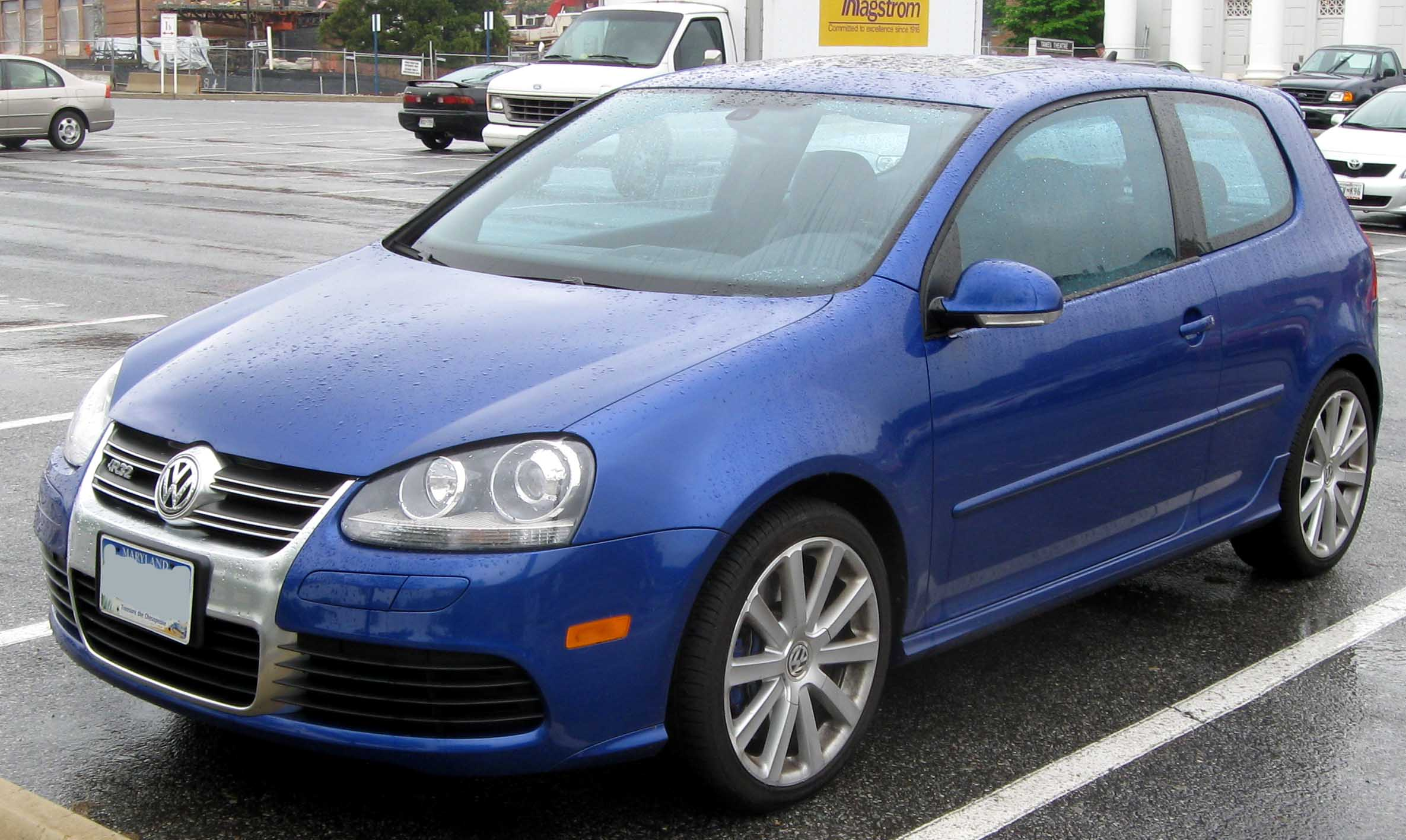
Volkswagen Golf R32

## Двигуни
| Двигун             | Об'єм [см³] | Тип двигуна | Циліндри /клапани | Потужність [к.с./кВт] при об/хв | Крутний момент [Нм] при об/хв | Швидкість максимальна [км/год] | Розгін 0-100 км/год [с] | Роки виробництва |            |
| Бензинові:         | Бензинові:  | Бензинові:  | Бензинові:        | Бензинові:                      | Бензинові:                    | Бензинові:                     | Бензинові:              | Бензинові:       | Бензинові: |
| ------------------ | ----------- | ----------- | ----------------- | ------------------------------- | ----------------------------- | ------------------------------ | ----------------------- | ---------------- | ---------- |
| 1.4 16V            | 1390        | R4          | 4/16              | 75 (55)/5000                    | 126/3800                      | 164                            | 14,7                    | 2003—2006        |            |
| 1.4 16V            | 1390        | R4          | 4/16              | 80 (59)/5000                    | 132/3800                      | 168                            | 13,9                    | 2006—2008        |            |
| 1.4 FSI            | 1390        | R4          | 4/16              | 90 (66)/5200                    | 130/3750                      | 174                            | 12,9                    | 2003—2006        |            |
| 1.4 TSI            | 1390        | R4          | 4/16              | 122 (90)/5000                   | 200/1500-4000                 | 197                            | 9,4                     | 2007—2008        |            |
| 1.4 TSI            | 1390        | R4          | 4/16              | 140 (103)/5600                  | 220/1500-4000                 | 205                            | 8,8                     | 2005—2007        |            |
| 1.4 TSI            | 1390        | R4          | 4/16              | 170 (125)/6000                  | 240/1750-4750                 | 220                            | 7,9                     | 2005—2007        |            |
| 1.6 8V             | 1595        | R4          | 4/8               | 102 (75)/5600                   | 148/3800                      | 184                            | 11,4                    | 2004—2008        |            |
| 1.6 FSI            | 1595        | R4          | 4/16              | 115 (85)/6000                   | 155/4000                      | 192                            | 10,8                    | 2003—2007        |            |
| 2.0 FSI            | 1984        | R4          | 4/16              | 150 (110)/6000                  | 200/3250-4250                 | 209                            | 8,9                     | 2004—2008        |            |
| 2.0 TFSI GTI       | 1984        | R4          | 4/16              | 200 (147)/5100-6000             | 280/1800-5000                 | 234                            | 6,9                     | 2004—2008        |            |
| 2.0 TFSI GTI       | 1984        | R4          | 4/16              | 230 (169)/5500                  | 300/2200-5200                 | 245                            | 6,6                     | 2007—2009        |            |
| 3.2 R32            | 3189        | VR6         | 6/24              | 250 (184)/6300                  | 320/2500-3000                 | 250                            | 6,2                     | 2005—2008        |            |
| Дизельні:          |             |             |                   |                                 |                               |                                |                         |                  |            |
| 1.9 TDI            | 1896        | R4          | 4/8               | 90 (66)/4000                    | 210/1800-2500                 | 176                            | 12,9                    | 2004—2008        |            |
| 1.9 TDI            | 1896        | R4          | 4/8               | 105 (77)/4000                   | 250/1900                      | 187                            | 11,3                    | 2003—2008        |            |
| 1.9 TDI BlueMotion | 1896        | R4          | 4/8               | 105 (77)/4000                   | 250/1900                      | 190                            | 11,3                    | 2007—2008        |            |
| 2.0 SDI            | 1968        | R4          | 4/8               | 75 (55)/4200                    | 140/2200-2400                 | 163                            | 13,7                    | 2004—2008        |            |
| 2.0 TDI            | 1968        | R4          | 4/16              | 140 (103)/4000                  | 320/1750-2500                 | 203                            | 9,3                     | 2003—2008        |            |
| 2.0 TDI DPF        | 1968        | R4          | 4/16              | 140 (103)/4000                  | 320/1800-2500                 | 205                            | 9,3                     | 2006—2008        |            |
| 2.0 TDI DPF        | 1968        | R4          | 4/16              | 170 (125)/4200                  | 350/1800-2500                 | 220                            | 8,2                     | 2006—2008        |            |

## Коробки передач
- 5-швидкісна механічна
- 6-швидкісна механічна
- 6-швидкісна автоматична
- 6-швидкісна DSG
- 7-швидкісна DSG

## Комплектації
- Trendline
- Edytion
- Comfortline
- Highline
- Sportline
- Goal
- Tour
- United
- Speed
- Individual
- Pirelli Edition
- Fahrenheit Edition
- GT
- GT Sport
- GTI
- GTI Edition 30
- R32